# Andrena kansuensis
Andrena kansuensis är en biart som beskrevs av Johann Dietrich Alfken 1936. Andrena kansuensis ingår i släktet sandbin, och familjen grävbin. Inga underarter finns listade i Catalogue of Life.